# أندريا زيمن
أندريا زيمن Andrea Simmen (ولدت في 15 ديسمبر 1960 في زيورخ - وماتت في 19 يوليو 2005 في فلاخ بسويسرا) هي كاتبة سويسرية.
عملت أندريا زيمن طاهية ومهندسة ديكور وبستانية. كما بدأت تكتب. وقد تفرغت للكتابة الأدبية في عام 1990, فنشرت العديد من الروايات والقصص. وفي أعوام 1991 و 1993 و 1995 نشرت مجموعاتها القصصية «أنا ضحية النقطتين» و «منظر طبيعي به رعاة» و «ربما يدعى باول». ونشرت في عام 2001 رواية Der eingeschneite Hund.
حصلت على عدة جوائز أدبية.